# ШОСО „Царица Јелена” Ниш
Школа за основно и средње образовање „Царица Јелена” (раније „14. октобар”) Ниш је школа у којој се образују ученици са сметњама у развоју у три образовна нивоа: предшколско, основно и средње образовање. Највећи део ученика испољава сметње у интелектуалном развоју различитог степена, од лакших до тежих.
Године 1937. у ОШ „Вожд Kарађорђе” формирано је одељење за децу са посебним потребама и то је било прво такво одељење у Нишу. Од 1952. године настава се обављала у данашњој школи „Радоје Домановић”. 
Данашњу зграду школа је добила на коришћење 1972. године. Школа „Царица Јелена” у Нишу располаже са 9 учионица, фризерским салоном, четири радионице, два кабинета, фискултурном салом, трпезаријом. Школу данас похађа 135 ученика распоређених у 24 одељења.
У оквиру школе, налази се и продужени боравак за ученике. У боравку раде три дефектолога. Дневни боравак ученици користе за одмор, израду домаћих задатака, вежбе и друге активности.